# St. Rochus (Schlichting)

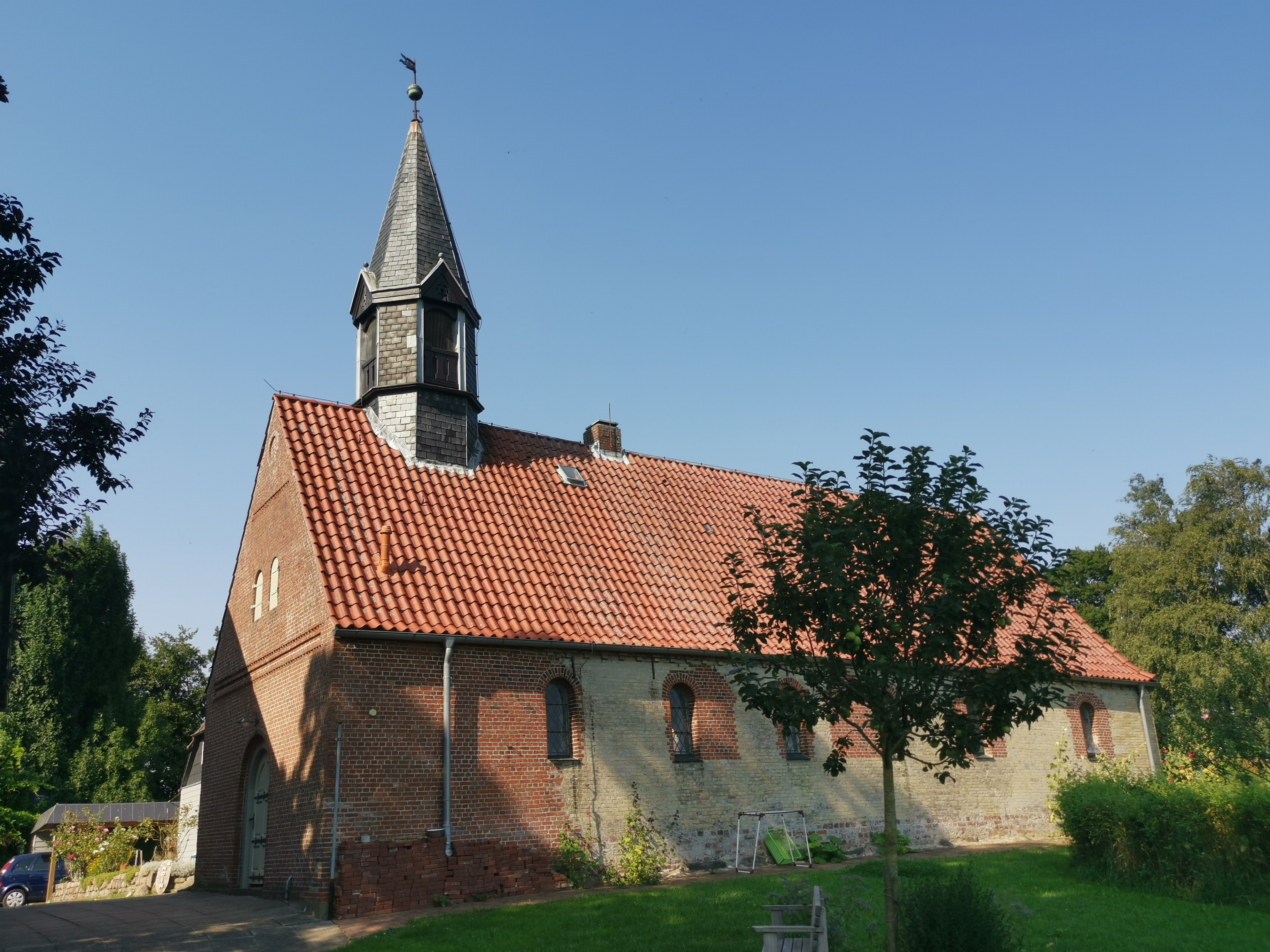
St. Rochus in Schlichting

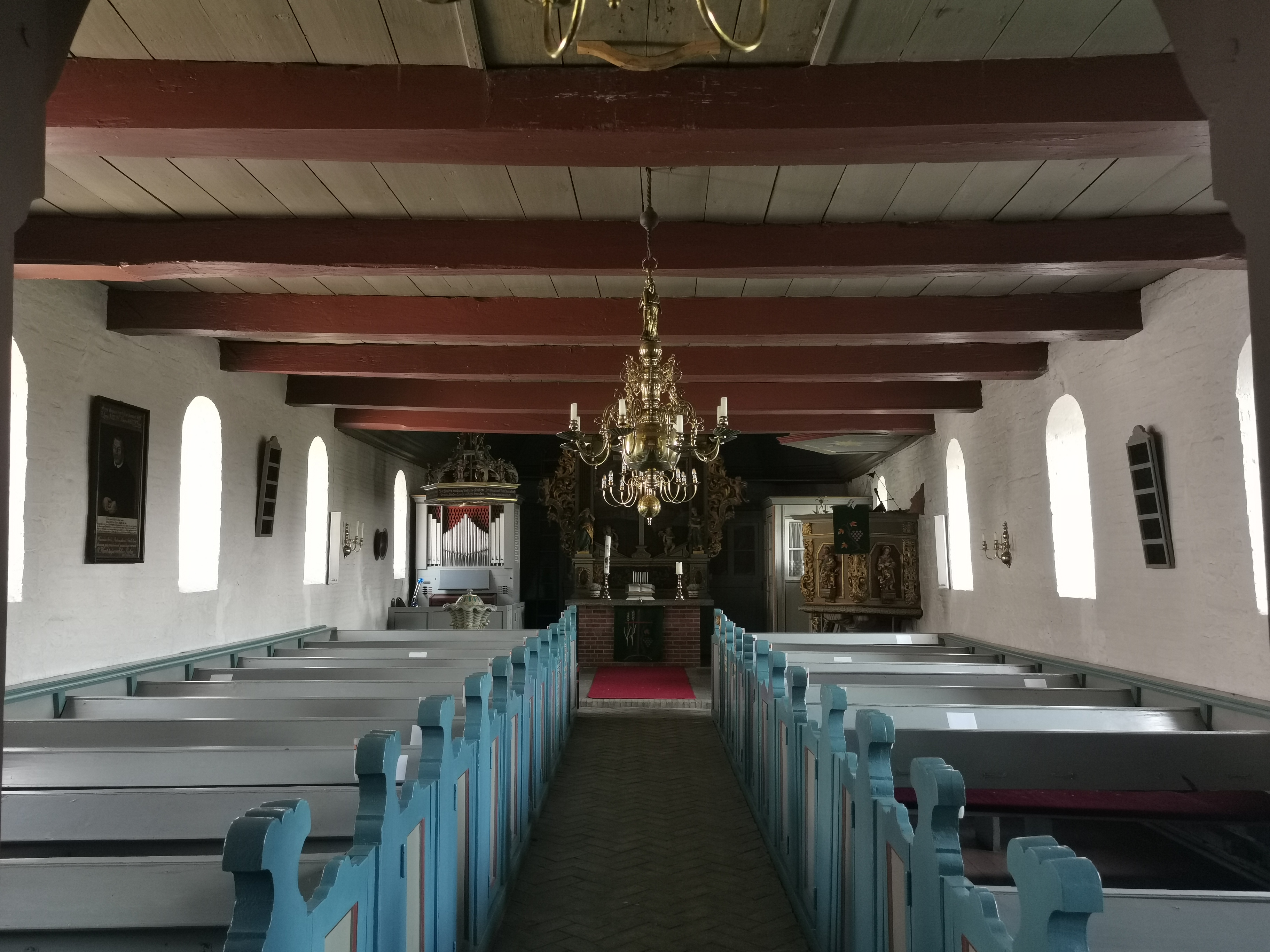
Innenansicht

Die Kirche St. Rochus ist ein geschütztes Kulturdenkmal mit der Objekt-ID 3759 im Denkmalschutzgesetz auf der Warft der Gemeinde Schlichting im Kreis Dithmarschen in Schleswig-Holstein. Die Kirchengemeinde gehört zum Kirchenkreis Dithmarschen der Evangelisch-Lutherischen Kirche in Norddeutschland.

## Beschreibung
Die heutige Saalkirche wurde nach 1670 auf den Grundmauern des Vorgängerbaus errichtet. Sie besteht aus einem Langhaus, das im Osten dreiseitig geschlossen ist. Dem Westteil des Satteldachs wurde 1759 ein achteckiger, mit einem spitzen Helm bedeckter Dachreiter aufgesetzt, der den Glockenstuhl beherbergt. 
Der Westteil des Innenraums ist mit einer Holzbalkendecke, der Ostteil mit einem Tonnengewölbe überspannt. Zur Kirchenausstattung gehört ein Altar von 1720 in Form einer Ädikula, die von Pilastern flankiert und mit einer Darstellung der Auferstehung Jesu Christi bekrönt wird. Auf der Predella ist das Abendmahl, auf dem Altarretabel ist Golgota dargestellt. Das Taufbecken wurde 1727, die Kanzel 1728 aufgestellt. Zu den Liturgischen Geräten zählt ein Kelch von 1588.